# Полуэпифиты
Полуэпифиты — растения, начинающие жизнь как эпифиты, однако впоследствии опускающие корни в землю. Семена полуэпифитов прорастают в лесном пологе и первоначально существуют как эпифиты, но потом они опускают вниз корни, которые в конце концов достигают земли.
Фикусы-душители являются полуэпифитами — они начинают жизненный путь эпифитами, но после соприкосновения корней с землёй они плотно обвивают растение-хозяина и «душат» его. Это приводит к гибели хозяйского дерева из-за того, что его ствол оказывается полностью оплетён фикусом, и того, что оно не выдерживает конкуренции за свет. Тем не менее, фикусы-душители могут прорастать и развиваться как независимые деревья, без опоры на ствол растения-хозяина.